# Staphida
Staphida – rodzaj ptaków z rodziny szlarników (Zosteropidae).

## Występowanie
Rodzaj obejmuje gatunki występujące w orientalnej Azji.

## Morfologia
Długość ciała 13–15 cm, masa ciała 10–17 g.

## Systematyka

### Etymologia
„Opisałem to jako Siva; ale jest bardziej pokrewny rodzajowi Ixulus, od którego różni się głęboko stopniowanym ogonem” (prawdopodobnie greckie σταφις staphis, σταφιδος staphidos – „suszone winogrona, rodzynki”, być może w aluzji do różnych odcieni brązu w upierzeniu).

### Podział systematyczny
Do rodzaju należą następujące gatunki:
- Staphida castaniceps (F. Moore, 1854) – czupurnik zmienny
- Staphida everetti Sharpe, 1887 – czupurnik rdzawogłowy